# Polydiaematidae
De Polydiaematidae zijn een familie van uitgestorven zee-egels (Echinoidea) uit de orde Phymosomatoida.

## Geslachten
- Polydiadema Lambert, 1888 †